# Scientia Kiadó
A Scientia Kiadót a kolozsvári székhelyű Sapientia Alapítvány – Kutatási Programok Intézete hozta létre 2001 őszén saját kiadójaként.

## Tevékenysége
A kiadó az Intézet által támogatott kutatási programok keretében elkészülő kéziratokat, a Sapientia Erdélyi Magyar Tudományegyetem (és 2008-ig a Partiumi Keresztény Egyetem) egyetemi jegyzeteit, egyetemi tankönyveit és műhely jellegű kiadványait jelenteti meg.
2002 tavaszán indult útjára a Sapientia Könyvek tudományos sorozat, amely keretében a kutatási programok eredményeként létrejött munkákat jelenteti meg a kiadó. A sorozat hat szakiránya (bölcsészettudomány, társadalomtudomány, természettudományok, jog- és közgazdaságtudomány, műszaki tudományok, orvostudomány) az egységre és a teljességre való törekvés szándékát tükrözi az erdélyi magyar tudományosság vonatkozásában. Az erdélyi magyar magánegyetemi oktatásban használt tankönyvek a Sapientia Tankönyvek sorozatban, míg az egyetemeken használatos jegyzetek az Egyetemi Jegyzetek sorozatban jelennek meg. A magánegyetemi hálózat oktatói által szervezett konferenciákon elhangzott tanulmányokat a kiadó a Műhely sorozatában jelenteti meg.
2008 óta a Sapientia EMTE Acta Universitatis Sapientiae szakfolyóirat sorozatait is kiadja.